# Kriva Lakavica
Kriva Lakavica (makedonska: Крива Лакавица) är ett vattendrag i Nordmakedonien. Det rinner genom kommunen Štip, i den centrala delen av landet, 70 kilometer sydost om huvudstaden Skopje.